# Heikivka, Krîvîi Rih
Heikivka (în ucraineană Гейківка) este localitatea de reședință a comunei Heikivka din raionul Krîvîi Rih, regiunea Dnipropetrovsk, Ucraina.

## Demografie
Componența lingvistică a localității Heikivka
     Ucraineană (91,6%)
     Rusă (7,14%)
     Alte limbi (0,42%)
Conform recensământului din 2001, majoritatea populației localității Heikivka era vorbitoare de ucraineană (91,6%), existând în minoritate și vorbitori de rusă (7,14%).